# Larisa Cremaste
Larisa Cremaste (grec antic: ἡ Κρεμαστὴ Λάρισα) era una ciutat de Tessàlia del districte de la Ftiòtida, a una distància de 20 estadis del golf Malíac, a un turó pròxim al mont Otris.
El seu nom li venia perquè era situada a la falda d'un turó i semblava penjada (Κρεμαστὴ), i per distingir-la de la ciutat del mateix nom també a Tessàlia, però més al nord, i situada en una plana. Estrabó diu també que produïa vi, i que també era anomenada Larisa Pelàsgica. Els antics creien que era una de les ciutats que posseïa Aquil·les.
Va ser ocupada per Demetri Poliorcetes l'any 302 aC durant la seva guerra contra Cassandre, segons Diodor de Sicília. Segons Titus Livi, la va conquerir el romà Luci Apusti en la primera guerra contra Macedònia l'any 200 aC, i després altre cop en la tercera guerra contra Perseu de Macedònia el 171 aC.